# Petro Tyschtschenko

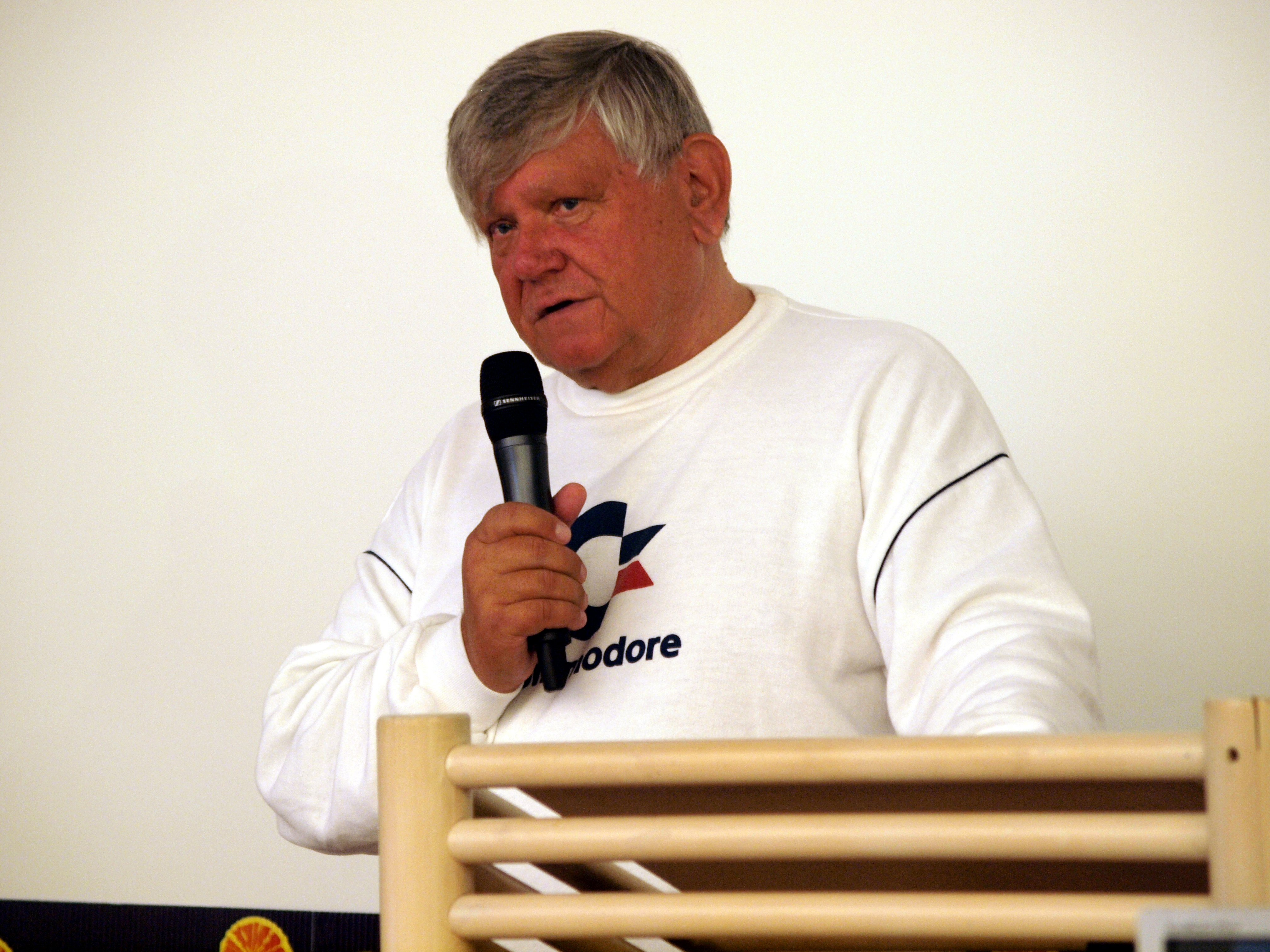
Petro Tyschtschenko

Petro Taras Ostap Tyschtschenko (* 16. April 1943 in Wien) ist ein österreichisch-deutscher Unternehmer. Er handelt im internationalen Markt, vor allem im IT-Bereich. Bekannt wurde er durch seinen Einsatz um den Erhalt der Firmen Commodore International und Amiga Technologies.

## Frühe Jahre und Ausbildung
Petro Tyschtschenko wurde als einziges Kind des Verlegers Boris Tyschtschenko und Magdalena Tyschtschenko, geb. Schmerlaib, geboren. Sein Vater, Sohn eines in die USA emigrierten Journalisten, flüchtete während des Ersten Weltkriegs aus der Ukraine über Prag nach Wien. In Prag absolvierte Boris Tyschtschenko die Karlsuniversität, gründete danach in Wien einen eigenen Verlag und heiratete 1941.
Nach Kriegsende, 1945, floh das Ehepaar Tyschtschenko mit ihrem Sohn aus dem von Russen besetzten Wien in die amerikanisch besetzte Zone nach Bayern. Die Tyschtschenkos waren zu der Zeit heimatlose Ausländer, sogenannte Displaced Persons. Ihr Plan war, nach Amerika auszuwandern, um dort eine neue Zukunft zu beginnen. Dieser Plan wurde dann jedoch verworfen, als Boris Tyschtschenko sich in München selbstständig machte und in einem Ladenlokal in Schwabing Briefmarken und Münzen verkaufte. Er betrieb diesen Laden bis zu seinem Tode im Jahre 1985.
Petro Tyschtschenko absolvierte in München Grundschule und Realgymnasium von 1949 bis 1961. 1964 beendete er seine Ausbildung mit der IHK-Prüfung als Industriekaufmann. Schon während dieser Zeit interessierte sich Petro Tyschtschenko für Elektrotechnik und Elektronik. Er bastelte in seiner Freizeit die ersten Transistor-Radiogeräte und verkaufte diese.
Weitere Stationen in den Jahren 1964 bis 1982 waren unter anderem ein Funkmietwagenunternehmen in München, 3M in Düsseldorf, die Pegulan-Werke in Frankenthal (Pfalz) sowie die Felten & Guilleaume Kabelwerke in Köln. Dort war Tyschtschenko im Innendienst für die Aufbau- und Ablauforganisation, Revision und Logistik zuständig.
1970 heiratete Petro Tyschtschenko seine Frau Erika, er hat zwei Kinder.

## Commodore und Amiga
Am 1. Oktober 1982 begann Petro Tyschtschenko bei der Firma Commodore zu arbeiten. In den ersten vier Jahren von 1982 bis 1986 war er für Commodore Deutschland in Frankfurt-Niederrad als Leiter Materialwirtschaft verantwortlich. Er baute das Auslieferungslager Deutschland in Braunschweig auf und organisierte den Service für den Commodore VC 20 sowie den Commodore 64.
In den Jahren 1986 bis 1990 wurde Tyschtschenko zum Direktor Logistik Europa ernannt und baute das europäische Zentrallager in Holland bei Rotterdam auf. Von dort versorgte Tyschtschenko die elf europäischen Niederlassungen mit Waren. Er war bei den Planungs- und Einkaufsmeetings in Hongkong und Taiwan tätig, bereiste das Einkaufszentrum in Tokio, welches für die Teileversorgung der Produktionen in Hongkong, Taiwan, Philippinen und Europa zuständig war, und organisierte den Containerdienst von Computerteilen von Fernost nach Europa.
1990 wurde Tyschtschenko zum Direktor International Logistik und Materialwirtschaft ernannt. Zu seinen Aufgaben gehörte nun die weltweite Warenversorgung mit Fertigwarenprodukten der Firma Commodore International. Tyschtschenko war dem Präsidenten aller Commodore-Gesellschaften Mehdi Ali direkt unterstellt.

## Konkurse von Commodore und Escom
Am 29. April 1994 meldete die Commodore Aktiengesellschaft in den USA den freiwilligen Konkurs an. Von diesem Zeitpunkt an mussten weltweit nach und nach auch die übrigen Commodore-Niederlassungen Konkurs anmelden. Tyschtschenko wurde als Vertrauter des letzten Commodore-Präsidenten Mehdi Ali in den Gesellschaften Frankreich, Hongkong, Spanien und Niederlande zur Abwicklung der jeweiligen Firmenliquidation eingesetzt. Tyschtschenko wurde in diesen Niederlassungen als Geschäftsführer ernannt und hatte die Aufgabe, diese zu liquidieren. Dies war nicht ganz ohne Risiko, denn die Konkursverwalter in Frankreich und den Niederlanden verklagten das bestehende Management. So hatte Tyschtschenko 14 Jahre lang nach dem Konkurs noch immer Gerichtstermine in Verfahren wahrzunehmen. Diese wurden 2008 beendet.
Tyschtschenko bemühte sich während dieser Zeit, das Unternehmen Commodore am Leben zu erhalten. Es gelang ihm, 1995 den Investor Escom zu gewinnen, der für 10 Millionen Dollar Patente und Rechte der Firma Commodore vom Konkursgericht in den USA erwarb. Von 1995 bis Juli 1996 baute Tyschtschenko unter Escom das Unternehmen Amiga Technologies auf, produzierte mit diesem in Frankreich die Gerätereihen Amiga 1200 und Amiga 4000 und organisierte deren Vertrieb. Escom ging im Juli 1996 ebenfalls in Konkurs, weshalb auch das Tochterunternehmen Amiga Technologies den Konkurs einleiten musste. Auch hier übernahm Tyschtschenko die Liquidation des Unternehmens.

## Gateway
Während der Liquidation von Amiga Technologies konnte Tyschtschenko 1996 die Firma Gateway 2000 als erneuten Investor mit 14 Mio. USD Investment gewinnen. Tyschtschenko wurde dort bei der neu gegründeten Firma Amiga International in Langen als Geschäftsführer eingestellt und führte die Geschäfte unter Gateway bis 2001. Gateway verkaufte Amiga im Jahre 2001 an einen anderen Investor, der nur noch aus den USA heraus operierte und den Handel mit Amiga-Computern aufgab. Tyschtschenko verkaufte alle vorhandenen Lagerbestände, liquidierte Amiga International,  kündigte und gründete im Jahre 2001 sein eigenes Unternehmen, die Power Service GmbH.